# Ludwigia jussiaeoides
Ludwigia jussiaeoides är en dunörtsväxtart som beskrevs av Louis Auguste Joseph Desrousseaux. Ludwigia jussiaeoides ingår i släktet ludwigior, och familjen dunörtsväxter. Inga underarter finns listade i Catalogue of Life.